# یواس‌اس روارک (اف‌اف-۱۰۵۳)
یواس‌اس روارک (اف‌اف-۱۰۵۳) (به انگلیسی: USS Roark (FF-1053)) یک کشتی بود که طول آن 415′ (126m) waterline بود. این کشتی در سال ۱۹۶۷ ساخته شد.